# Eero Böök

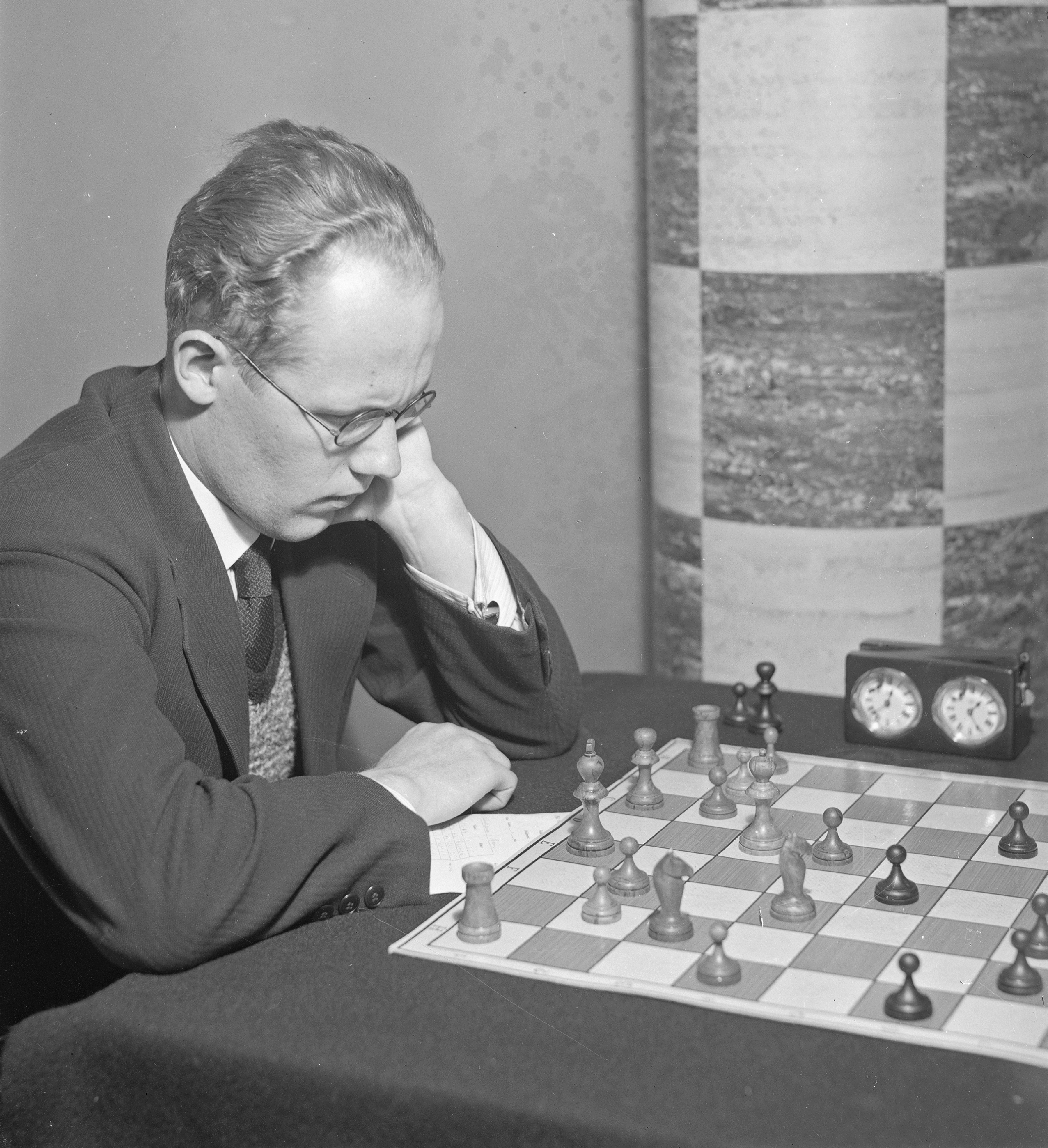
Eero Böök, Januar 1934

Eero Einar Böök (* 9. Februar 1910 in Helsinki; † 7. Januar 1990) war ein finnischer Schachmeister.
Eero Böök galt über drei Jahrzehnte hinweg (von den 1930er bis in die 1960er Jahre), bis zum Erscheinen von Heikki Westerinen, als der führende Meisterspieler Finnlands. Er gewann sechsmal (1931/32, 1934/35, 1935/36, 1936/37, 1946/47, und 1963/64) die finnische Meisterschaft und nahm sechs Mal (1935, 1937, 1950, 1952, 1958 und 1960) für Finnland an der Schacholympiade teil, außerdem gehörte er auch bei der inoffiziellen Schacholympiade 1936 zur finnischen Mannschaft.

## Leben und Laufbahn als Schachspieler
Seine internationale Karriere begann mit einem Turniersieg 1935 in Helsinki vor Paul Keres. Beim Turnier von Ķemeri 1937 wurde er geteilter Elfter, doch bezwang er Turniersieger Samuel Reshevsky. In Margate 1938 teilte er Platz vier und fünf (Sieger war Alexander Aljechin vor Rudolf Spielmann), 1939 wurde er in Ķemeri Fünfter, 1946 in Helsinki 4.–6. Seinen größten Erfolg feierte er beim Turnier um die skandinavische Meisterschaft 1947 in Helsinki, das zugleich ein Zonenturnier der FIDE war: Er siegte gemeinsam mit dem Schweden Gösta Stoltz (der nachfolgende Stichkampf endete 4-4) und qualifizierte sich für das Interzonenturnier Saltsjöbaden 1948, bei dem er Platz 11–13 teilte (mit Svetozar Gligorić und Vasja Pirc). 1959 in Krakau wurde er geteilter Dritter, 1960/61 in Stockholm Vierter.
Böök war von Beruf Ingenieur und spielte Schach niemals professionell. Er ist Verfasser mehrerer Schachbücher. 1950 verlieh ihm die FIDE den Titel Internationaler Meister, 1984 verlieh sie ihm den Titel Großmeister ehrenhalber.
Bööks letzte Elo-Zahl betrug 2305, im Juli 1971 und Juli 1972 hatte er seine höchste Elo-Zahl von 2340. Vor Einführung der Elo-Zahlen erreichte Böök im August 1948 seine höchste historische Elo-Zahl von 2642.